# Vranić (Đakovica)
Pour les articles homonymes, voir Vranić.
Vraniq en albanais et Vranić en serbe latin (en serbe cyrillique : Вранић) est une localité du Kosovo située dans la commune/municipalité de Gjakovë/Đakovica, district de Gjakovë/Đakovica (Kosovo) ou de Pejë/Peć (Serbie). Selon le recensement kosovar de 2011, elle compte 279 habitants.

## Démographie

### Évolution historique de la population dans la localité
| 1948 | 1953 | 1961 | 1971 | 1981 | 1991 | 2011 |
| ---- | ---- | ---- | ---- | ---- | ---- | ---- |
| 197  | 231  | 294  | 304  | 317  | 288  | 279  |

|  |

### Répartition de la population par nationalités (2011)
En 2011, les Albanais représentaient 88,53 % de la population et les Égyptiens 11,47 %.